# Qadree Ollison
Qadree Waymond Ollison (* 8. September 1996 in Niagara Falls, New York) ist ein US-amerikanischer American-Football-Spieler auf der Position des Runningbacks. Zuletzt spielte er für die Pittsburgh Steelers in der National Football League (NFL).

## Frühe Jahre
Ollison ging in Buffalo, New York, auf die Highschool. Später besuchte er die University of Pittsburgh.

## NFL
Ollison wurde im NFL-Draft 2019 in der fünften Runde an 152. Stelle von den Atlanta Falcons ausgewählt. Am elften Spieltag in seiner ersten NFL-Saison im Spiel gegen die Carolina Panthers erzielte er mit seinem ersten Lauf überhaupt einen 2-Yard-Touchdown. Er beendete die Saison mit vier erlaufenen Touchdowns.
Am 2. September 2021 entließen die Falcons Ollison und nahmen ihn anschließend für den Practice Squad unter Vertrag. Am 11. Dezember wurde er in den 53-Mann-Kader berufen.
Vor Beginn der Saison 2022 wurde er erneut von den Falcons entlassen. Daraufhin schloss er sich dem Practice Squad der Dallas Cowboys an. Für die Cowboys kam er in drei Spielen zum Einsatz. Am 13. Februar 2023 nahmen die Jacksonville Jaguars Ollison für die Saison 2023 unter Vertrag. Ende August wurde er kurz vor Saisonbeginn entlassen, anschließend nahmen die Pittsburgh Steelers ihn für ihren Practice Squad unter Vertrag. Am 11. Dezember 2023 wurde er von den Steelers entlassen.